# Flavio Biondo
Flavio Biondo (ur. 1392 w Forlì, zm. 1463 w Rzymie) – włoski historyk, badacz architektury i sztuki Starożytnego Rzymu. Jego najważniejszym dziełem jest De Roma instaurata (1444-1446) zawierające opis topograficzny Rzymu z czasów cesarstwa rzymskiego.

## Życie
Urodził się w 1392 roku w Forli. Zdobył wykształcenie z zakresu filologii klasycznej i historii antyku. W 1433 otrzymał posadę sekretarza kurii rzymskiej i tam zainteresował się ruinami pozostałymi po Starożytnym Rzymie. W 1446 ukończył swe najważniejsze dzieło De Roma instaurata. W 1459 ukończył De Roma triumphante, w której przedstawiał dokonania pogańskiego imperium jako wzór do naśladowania dla aktualnie rządzących Rzymem.